# Ted Adams
Richard Theodore Adams, detto Ted (New York, 17 marzo 1890 – Los Angeles, 24 settembre 1973), è stato un attore statunitense.

## Biografia
Adams è nato a New York City.
La sua carriera è cominciata nel 1926 per concludersi nel 1952.

## Filmografia parziale
- Il giustiziere del West (Sagebrush Trail), regia di Armand Schaefer (1933)
- The Mysterious Pilot, regia di Spencer Gordon Bennet (1937)
- Pals of the Saddle, regia di George Sherman (1938)
- Texas Kid (Three Texas Steers), regia di George Sherman (1939)
- Gun Runner, regia di Lambert Hillyer (1949)
- Haunted Trails, regia di Lambert Hillyer (1949)
- Across the Rio Grande, regia di Oliver Drake (1949)
- King of the Rocket Men, regia di Fred C. Brannon (1949)
- I fuorilegge del Kansas (Kansas Territory), regia di Lewis D. Collins (1952)